# 多羅羅
《多羅羅》是手塚治虫所畫的日本漫畫，屬於少年類漫畫的神怪冒險故事。1967年在日本《週刊少年Sunday》（小學館）開始連載，但後來中斷。於1969年《冒險王》（秋田書店）再次推出，直至結局。台灣在1980年曾在兒童月刊上連載。單行本則由虹光出版社引進出版，譯名為《妙小子》，全六冊。原作改編電視動畫於1969年4月至9月播放全26集；2018年宣布MAPPA與手塚製作公司合作再次改編成電視動畫，2019年1月至4月播放全24集。

## 故事簡介
故事述說一位名叫百鬼丸的男孩，因為父親醍醐景光夢想稱霸亂世，於是在地獄堂與四十八隻魔神做出約定，將自己第一個出生的孩子的身體，分為四十八個部份，讓四十八隻魔神拿走。被親生父母遺棄在木桶中的百鬼丸飄流在河上時，遇見一位好心的醫生壽海。壽海以木頭和瓦片，替百鬼丸做了身體殘缺的部分和手腳，百鬼丸長大後為了拿回自己的身體，開始踏上討伐魔神的道路，途中遇上女扮男裝的小偷多羅羅，二人在亂世中展開與四十八隻妖怪戰鬥的冒險旅途。

## 登場人物
＊ 百鬼丸（／，Hyakkimaru）：
本作男主角。因父親醍醐景光向四十八魔神祈求能統一天下而被獻上，出生當下已被四十八魔神分走身體部位，沒有四肢及眼耳口鼻等。被送到河川，放在竹籃裡送走。後被壽海收養，發現他擁有強大的生命力，而且能用心眼視物，用傳念與人溝通，壽海便為其用木頭製造假手腳、假眼鼻等器官，而且訓練他知識和身手，令他能長大成人。
因為被四十八魔神奪走身體，為了奪回身體，所以百鬼丸踏上找尋身體、討伐四十八魔神旅途，由於百鬼丸身上被魔神選中的烙印，吸引大量的鬼怪要來殺死他，壽海便為其裝上武器，雙手可以拆下來，並且裝有一位將軍賜給壽海的刀；腳拆下來後，只要收縮腰部肌肉，可發出強烈的燒水(鹼水)；鼻子裝有炸藥，是逼不得已才用的武器，遊戲中則改為手背火炮（機關槍）與忍必怒雷（火箭炮），2019動畫版則改為雙手各藏有一把刀（再次被鬼神奪去右腳時在右腳也裝了一把刀，將其斬殺後又再長回右腳），擁有厲害的劍術及敏捷身手，戰勝過多隻妖怪。未獲得身體的鬼神，為了奪取百鬼丸的身體，讓嬰兒時期的百鬼丸活下去，並在其他鬼神被斬殺時，歸還身體部位，誘使百鬼丸回到醍醐領地，但如果在斬殺鬼神時，復仇慾掩蓋內心，其身體部分則無法從鬼神身上奪回，之後百鬼丸被仇恨蒙蔽、與鬼神無異時，騎著被炸死的白馬怨靈所化成的鬼，一路瘋狂斬殺醍醐兵，要奪回自己的身體部位，最後與弟弟多寶丸決戰中醒悟，消滅了三面鬼神最後的水晶真身，成功奪回全部的身體和器官，終結所有因果，自己又再次踏上人生的道路。名字来源于百鬼夜行。

2019年動畫版縮減為十二魔神，由於出世時被雷劈中，被分走11個身體部位，分別是右腳、皮膚、神經、耳朵、口舌（聲帶）、鼻子、脊椎、左腳、右手、左手、雙眼。無法視物也無法聽見聲音和說話，但能看見靈魂的顏色，並透過靈魂判斷哪些東西有害。
1.右足：羅丈門（舌頭怪）→ 髒奇蟲（鬼甲蟲）
2.皮膚：沼和尚（泥呂）
3.神經：招徠鬼（獅面女村長）
4.兩耳：妖刀『似蛭』
5.聲帶（用右足換的）：髒奇蟲（鬼甲蟲）
6.雙眼：九尾狐（狐火）→ 三面鬼
7.鼻子：四化入道（蜈蚣）
8.左手：百面不動（奪臉石像）→ 三面鬼
9.脊骨：魔魔蛾
10.左足：白神龍（附身在鯊魚身上）
11.右手：蛇尾吐火怪『鵺』（五靈合體獸）→ 三面鬼
12.身體：本人持有

由於神像的庇佑，三面鬼神沒有獲得百鬼丸的身體，只能從其他鬼神身上偷取。

＊多羅羅（／，Dororo）：
本作女主角。父母為土匪的首領，但只殺害武家人（武士階層的代稱），但他們的手下「地鼠」(鼴鼠)卻想投降武家，因此將多羅羅的父親「火袋」雙腿用箭打中膝蓋跛足，一家因此過著流浪生活。後來父親火袋被殺，而母親自夜也凍死（2019動畫版改為餓死在彼岸花海中），多羅羅只有靠偷竊為生，自稱天下第一神偷。為免被人發現其女兒身,於是作男孩打扮。身世是反映戰爭中的小孩遭遇。
一次遭鬼神攻擊之時得百鬼丸相救，發誓要跟隨他，聲稱要從其手中偷過刀來，所以跟隨百鬼丸冒險（2019動畫版改成看上百鬼丸的身手，為百鬼丸接下除魔工作）。擁有敏捷身手，大叫時能令敵人嚇住，掉石的命中率也很高。在一次百鬼丸在她洗澡時，發現多羅羅母親畫在她背上的藏寶圖。2019動畫版則改為要使體溫升高才會顯現，發現者則改為同樣泡溫泉的小孩。
與百鬼丸同行的過程中，經歷許多過許多不同依靠鬼神而身存的村莊，並決定協助百鬼丸奪回自己的身體；但在除魔的過程中，百鬼丸逐漸理解世間感情，也漸漸有了仇恨，而且每當斬殺魔神，受魔神眷顧的村莊就會轉眼間變為荒地，多羅羅開始詢問自己“這些村民真的希望我們斬殺這些魔神來破壞和平嗎？”，而百鬼丸斬殺魔神只為了復仇並奪回身體，不會考慮失去魔神的村莊要如何生存，因此多羅羅決定與百鬼丸分道而行，並被山賊綁架。
百鬼丸之後為了救多羅羅而斬殺了白鯊魔神，並看清這些和平都只是暫時性的和平，靠鬼神的交易只能維持住一瞬，決定陪百鬼丸繼續旅行，之後在與蛇尾吐火怪交戰時左手被困在岩壁中，差點被淹死時被琵琶法師所救，百鬼丸怨恨自己沒有雙手，並更怨恨把自己身體奪走的魔神使內心逐漸魔化，決定直接殺向醍醐國，多羅羅也決定直接跟他一起面對這個因果。
百鬼丸最後為了復仇失去本心，並發誓要斬斷一切阻止他的人事物，毫不猶豫砍傷了多寶丸，多羅羅只能無助的在一旁看，不料醍醐景光派部下，不惜犧牲白馬的性命把百鬼丸摔至山下，多羅羅則被抓回牢中並被百鬼丸母親所救，從而了解百鬼丸的經歷，並決定讓百鬼丸放下仇恨，“如果沒有器官，我願意做為你的手或眼，但千萬不要變成魔神。”
最後在百鬼丸奪取完身體後，決定在醍醐等著百鬼丸旅行回來。

＊醍醐景光（／，Daigo Kagemitsu）：
百鬼丸、多寶丸的親生父親。室町時代的武士，因為多次向神佛許願並無回報，在國家存亡之際決定向四十八魔神許願統一天下而獻上兒子百鬼丸的身體。用盡各種手段達到目的，但每當百鬼丸逐漸弒殺魔神，原本安定的國家就會逐漸崩壞。後來發現，醍醐景光被數隻怪物結合體依附著，百鬼丸替他消滅結合體，但野心不改，最後被農民趕走。
2019年動畫版中並沒有被怪物結合體附身，醍醐景光也沒有被數隻怪物結合體依附著。結局則改為與朝倉作戰傷亡慘重，醍醐土崩瓦解；後在地獄堂等待被百鬼丸殺死，對方卻破壞自己頭盔選擇原諒，剛毅冷酷的心也逐漸感到悲痛，後悔當時自己要是選擇長子百鬼丸繼承國家，或許能讓醍醐國成為自己理想的國家。

＊多寶丸（／，Tahōmaru）：
醍醐景光的次子，百鬼丸的弟弟。被醍醐景光視為繼承人，與父親一樣不擇手段。不知百鬼丸是自己的哥哥，兩人在一次決戰中，百鬼丸殺死了多寶丸。最後百鬼丸才知道多寶丸是自己的弟弟，並向多寶丸說出真相，多寶丸也含笑而終。
2019動畫版則改成一個為百姓人民著想的好郡主，知道百鬼丸的事情當下之後，則開始質問父親的所作所為，最後在哥哥百鬼丸與國家之間中選擇國家為優先，決定保護國家繁榮與村民百姓，來犧牲掉這位沒有感情關係建立的兄長，維持著與魔神的約定。
在第一次與百鬼丸對戰中，多寶丸僅右眼被砍瞎，戰鬥力也因此下滑，並開始認為一切都是百鬼丸才導致部下受傷、國家大亂。後期為了要斬殺百鬼丸而向鬼神祈禱，並被三面鬼神授予和百鬼丸相同的雙眼，視力往上提升，並也可以看到「靈魂的顏色」。結局與百鬼丸在醍醐主城決戰，被對方擊敗卻沒被奪去性命，猛然醒悟，但迫於三面鬼神強迫要奪取百鬼丸身上器官，主動獻出百鬼丸的雙眼後力竭傷重而逝。

＊壽海（／，Jukai）：
一名醫生。一次採藥時發現在河上被遺棄的百鬼丸，因為不忍心，所以就將他帶回家，當成自己孩子一樣養育。幫助百鬼丸做義肢及義眼、木製鼻子之類的東西，希望百鬼丸可以跟普通孩子一樣成長。不過因百鬼丸的關係，家裡吸引了許多妖怪。開始訓練百鬼丸戰鬥。最後在百鬼丸木製身體與義肢加上武器，並讓他開始為自己而冒險。
2019動畫版追加為斯波氏家臣的過去，因無法忍受將違法者以酷刑凌遲處死的工作而投海自盡，卻被明朝的商船救起，在當地習得義肢技術後回國免費治療貧困的傷殘平民。

＊琵琶法師/琵琶丸（／）：
劍術高超的盲目僧侶，其攜帶的琵琶內藏刀。多次與百鬼丸和多羅羅碰面，有時會出手解決百鬼丸無法應付的妖怪。
2019動畫版跟百鬼丸一樣可以觀察靈魂的顏色。察覺到百鬼丸的靈魂染上些微的紅色，數次警告百鬼丸並試圖開導，亦多次叮囑多羅羅其所持有的寶藏可以帶來的可能性。

## 出版書籍
- 《多羅羅》秋田書店〈Sunday Comics〉、全4卷

| 卷數 | 秋田書店       | 秋田書店               |
| 卷數 | 發售日期       | ISBN                   |
| ---- | -------------- | ---------------------- |
| 1    | 1971年8月12日  | ISBN 978-4-253-06257-2 |
| 2    | 1971年10月15日 | ISBN 978-4-253-06258-9 |
| 3    | 1971年12月15日 | ISBN 978-4-253-06259-6 |
| 4    | 1972年5月20日  | ISBN 978-4-253-06260-2 |

- 《多羅羅》秋田書店〈秋田漫画文庫〉、全4卷
  - 1976年8月發售
- 手塚治虫漫畫全集《多羅羅》講談社、全4卷

| 卷數 | 講談社        | 講談社             |
| 卷數 | 發售日期      | ISBN               |
| ---- | ------------- | ------------------ |
| 1    | 1981年3月12日 | ISBN 4-06-108747-9 |
| 2    | 1981年4月13日 | ISBN 4-06-108748-7 |
| 3    | 1981年5月13日 | ISBN 4-06-108749-5 |
| 4    | 1981年6月12日 | ISBN 4-06-108750-9 |

- 手塚治虫傑作選集《多羅羅》秋田書店、全3卷（傑作選集3～5卷）

| 卷數 | 秋田書店       | 秋田書店               |
| 卷數 | 發售日期       | ISBN                   |
| ---- | -------------- | ---------------------- |
| 1    | 1990年8月23日  | ISBN 978-4-253-10219-3 |
| 2    | 1990年9月21日  | ISBN 978-4-253-10220-9 |
| 3    | 1990年10月18日 | ISBN 978-4-253-10221-6 |

- 秋田文庫《多羅羅》秋田書店、全3卷

| 卷數 | 秋田書店      | 秋田書店               |
| 卷數 | 發售日期      | ISBN                   |
| ---- | ------------- | ---------------------- |
| 1    | 1994年3月28日 | ISBN 978-4-253-16997-4 |
| 2    | 1994年3月28日 | ISBN 978-4-253-16998-1 |
| 3    | 1994年3月28日 | ISBN 978-4-253-16999-8 |

- 手塚治虫文庫全集《多羅羅》講談社、全2卷

| 卷數 | 講談社         | 講談社                 |
| 卷數 | 發售日期       | ISBN                   |
| ---- | -------------- | ---------------------- |
| 1    | 2009年11月11日 | ISBN 978-4-06-373717-2 |
| 2    | 2009年11月11日 | ISBN 978-4-06-373718-9 |

### 相關書籍
小說
- 小説どろろ（原作：手塚治虫、文：辻 真先、繪：北野 英明）
  - 1978年9月發售、ASIN B000J8MBXM；復刻版：2007年1月26日發售、ISBN 978-4-257-79056-3

復刻版另新增副標題：。
- 小説どろろ（鳥海尽三 著）学研Ｍ文庫

| 卷數 | 副標 | 朝日新聞       | 朝日新聞               |
| 卷數 | 副標 | 發售日期       | ISBN                   |
| ---- | ---- | -------------- | ---------------------- |
| 一   |      | 2001年7月13日  | ISBN 978-4-05-900060-0 |
| 二   |      | 2001年9月14日  | ISBN 978-4-05-900061-7 |
| 三   |      | 2001年11月16日 | ISBN 978-4-05-900062-4 |

- どろろ（手塚 治虫 原作 ／ NAKA雅MURA 著）電影改編小說

| 卷數 | 朝日新聞      | 朝日新聞               |
| 卷數 | 發售日期      | ISBN                   |
| ---- | ------------- | ---------------------- |
| 上   | 2006年12月7日 | ISBN 978-4-02-264382-7 |
| 下   | 2006年12月7日 | ISBN 978-4-02-264383-4 |

其他
- どろろ (手塚治虫アニメ選集)（雜誌）少年画報社
  - 1978年4月30日發售、ASIN B00CBS4LG8
- 多羅羅 ばんもんの巻 新書館〈Paper Moon Comics〉[1]
  - 1980年3月1日發售、ISBN 4-40-361010-2
- 手塚治虫トレジャー・ボックス《多羅羅》國書刊行會
  - 2013年3月發售

## 電視動畫
電視動畫版曾在日本1969年4月6日至9月28日間播放，於每週日晚上7時30分至8時播出，共26話。最初13話為《多羅羅》，後13話改為《多羅羅與百鬼丸》。2019年1月，MAPPA與手塚製作公司合作再製作《多羅羅》並播出。

### 1969年版

#### 製作人員
- 總監督：杉井儀三郎
- 設定：勝井千賀雄、鈴木良武
- 脚本：鈴木良武、杉山卓等
- 演出：出崎統、富野喜幸、高橋良輔、杉山卓等
- 作畫監督：北野英明、上口照人
- 作畫：進藤滿尾
- 美術：槻間八郎
- 背景：富田勲
- 製作：柴山達雄

#### 配音
- 百鬼丸：野澤那智
- 多羅羅：松島實
- 醍醐景光：納谷悟郎
- 多宝丸：仲村秀生
- 寿海：原田芳雄
- 琵琶法師：滝口順平

#### 主題歌
「どろろの歌」作詞：鈴木良武、作曲：冨田勲、歌：藤田淑子

### 2019年版

#### 製作人員
- 原作：手塚治虫
- 監督：古橋一浩
- 系列構成：小林靖子
- 角色原案：淺田弘幸
- 角色設計：岩瀧智（日语：岩瀧智）
- 音樂：池賴廣
- 動畫製作：MAPPA、手塚製作公司
- 製作：TWIN ENGINE[3]

#### 配音
配音陣容中飾演主角百鬼丸的演員鈴木擴樹初次配音。飾演另一主角多羅羅的演員鈴木梨央是兒童演員。
- 百鬼丸：鈴木擴樹
- 多羅羅：鈴木梨央
- 醍醐景光：內田直哉
- 多寶丸：千葉翔也
- 壽海：大塚明夫
- 琵琶丸：佐佐木睦
- 旁白：麥人[3]

#### 主題曲
片頭曲
「火炎」（第1话－第12话）
填詞、作曲：薔薇園AVU，編曲：女王蜂、塚田耕司，主唱：女王蜂
「Dororo」（第13話－第24話）
填詞：後藤正文，作曲：山田貴洋、後藤正文，主唱：ASIAN KUNG-FU GENERATION

片尾曲
（第1话－第12话）
填詞、作曲：秋田弘，編曲：出羽良彰、amazarashi，主唱：amazarashi
「闇夜」（第13話－第24話）
填詞、作曲、主唱：Eve，編曲 ：Numa

劇中曲
（第5、6話）
填詞、作曲：中林三惠，主唱：美緒（水樹奈奈）

#### 各話列表
| 話數       | 日文標題 | 中文標題       | 劇本     | 分鏡             | 演出                | 作畫監督 | 總作畫監督                 | 百鬼丸取回的器官 |
| ---------- | -------- | -------------- | -------- | ---------------- | ------------------- | --- | -------------------------- | ---------------- |
| 第一話     |          | 醍醐之卷       | 小林靖子 | 古橋一浩         | 古橋一浩            | 加藤雅之、若月愛子                                                                                            | 岩瀧智                     | 皮膚             |
| 第二話     |          | 萬代之卷       | 小林靖子 | 初見浩一         | 初見浩一            | 鎌田均、若月愛子                                                                                              | 岩瀧智                     | 神經             |
| 第三話     |          | 寿海之卷       | 吉村清子 | 吉村文宏         | 吉村文宏            | 青木一紀、興村忠美                                                                                            | 岩瀧智                     | 右腳             |
| 第四話     |          | 妖刀之卷       | 金田一明 | 桑原智           | 鈴木卓夫            | 齊藤圭太、手島勇人、興村忠美                                                                                  | 岩瀧智                     | 兩耳             |
| 第五話     |          | 摇篮曲之卷·上  | 小林靖子 | 松尾衡           | 大峰輝之            | 加藤雅之、若月愛子、村上龍之介                                                                                | 岩瀧智                     | 聲帶             |
| 第六話     |          | 摇篮曲之卷·下  | 小林靖子 | 寺岡岩           | 初見浩一            | 加藤雅之、若月愛子、 首藤武夫、柳瀨讓二                                                                       | 岩瀧智                     |                  |
| 第七話     |          | 絡新婦之卷     | 村越繁   | 古橋一浩         | 吉村文宏            | 瀨谷新二、後藤伸正                                                                                            | 岩瀧智                     |                  |
| 第八話     |          | 阿猿之卷       | 金田一明 | 黑川智之         | 大峰輝之            | 富永拓生、村上龍之介、 山田裕子、佐野誉幸                                                                     | 岩瀧智                     | 鼻子             |
| 第九話     |          |                | 村越繁   | 又野弘道         | 又野弘道            | 青木一紀、松下純子、興村忠美、 古瀨登、青木真理子                                                             | 岩瀧智                     | -                |
| 第十話     |          | 多寶丸之卷     | 金田一明 | 新留俊哉         | 西畑佑紀            | 柳瀨讓二、小美野雅彦、加藤雅之、 若月愛子、山田裕子、首藤武夫                                                 | 岩瀧智                     | -                |
| 第十一話   |          | 板門之卷·上    | 吉村清子 | 吉村文宏         | 吉村文宏            | 森田實、瀨谷新二                                                                                              | 岩瀧智                     | -                |
| 第十二話   |          | 板門之卷·下    | 小林靖子 | 澤井幸次         | 川奈加奈            | 加藤雅之、若月愛子、首藤武夫、 山田裕子、富永拓生、細田沙織                                                   | 岩瀧智                     | -                |
| 第十三話   |          | 白面不動之卷   | 村越繁   | 吉村文宏         | 波多正美、 鈴木卓夫 | 千葉繁 | 羽山賢二、岡真里子         | -                |
| 第十四話   |          | 鯖目之卷       | 吉村清子 | 二村秀樹         | 清水久敏            | 森田實、古瀨登、松下純子 Kweon Hyeok-jeong                                                                    | 岩瀧智、岡真里子、青木一紀 | -                |
| 第十五話   |          | 地獄變之卷     | 吉村清子 |                  |                     | 加藤雅之、若月愛子、柳瀨讓二 富永拓生                                                                         | 岩瀧智                     | 脊椎             |
| 第十六話   |          | 不知火之卷     | 金田一明 | 石田貴史         | 石田貴史            | 山田裕子、細田沙織、                                                                                          | 岩瀧智、岡真里子           | -                |
| 第十七話   |          | 問答之卷       | 小林靖子 | 吉村文宏         | 吉村文宏            | 森田実、松下純子、興村忠美 Shim Min-Hyeon                                                                     | 岩瀧智、岡真里子、青木一紀 | -                |
| 第十八話   |          | 無常岬之卷     | 吉村清子 | 大峰輝之         | 大峰輝之            | 加藤雅之、若月愛子、柳瀨譲二 富永拓生、佐野譽幸、山口仁七                                                     | 岩瀧智                     | 左腳             |
| 第十九話   |          | 天邪鬼之卷     | 村越繁   | 古橋一浩、境宗久 | 清水久敏            | 糸山礼央、加藤雅之、柳瀨譲二 富永拓生、安田祥子、若月愛子                                                     | 岡真里子                   | -                |
| 第二十話   |          | 鵺之卷         | 金田一明 | 佐藤成           | 佐藤成              | 山田裕子、細田沙織、関 佐野誉幸                                                                               | 岩瀧智                     | -                |
| 第二十一話 |          | 逆流之卷       | 村越繁   | 新井宣圭         | 新井宣圭            | 山田裕子、柳瀨穰二、加藤雅之 富永拓生、細田沙織、若月愛子                                                     | 岩瀧智                     | -                |
| 第二十二話 |          | 縫之卷         | 吉村清子 | 吉村文宏         | 大峰輝之            | 関みなみ、糸山礼央、林弘子 朴旲烈、村長由紀、野田友美                                                         | 岩瀧智、岡真里子           | -                |
| 第二十三話 |          | 鬼神之卷       | 小林靖子 | 小林寛           | 徳土大介            | 小沼由莉香、木村友紀、小見山和也 山田裕子、柳瀬譲二、加藤雅之 冨永拓生、細田沙織、若月愛子 安田祥子、安彦英二 | 岩瀧智、岡真里子           | 雙臂             |
| 第二十四話 |          | 多羅羅與百鬼丸 | 小林靖子 | 古橋一浩         | 古橋一浩            | 加藤雅之、若月愛子、富永拓生、 山田裕子、関、糸山礼央、 村長由紀、木村友紀、大峰輝之、 秋田学                 | 岩瀧智                     | 雙眼             |

#### 藍光版
| 卷數 | 發售日期      | 收錄話數        | 規格編號   |
| ---- | ------------- | --------------- | ---------- |
| 上   | 2019年5月22日 | 第1話 ~ 第12話  | VPXY-71721 |
| 下   | 2019年8月21日 | 第13話 ~ 第24話 | VPXY-71722 |

## 電子遊戲
《多羅羅》曾被SEGA改編成電子遊戲，於2004年9月9日在PlayStation 2推出。
遊戲中對部份情節有所改變，如：
- 百鬼丸被描寫成天之子，魔神因為懼怕對自己不利，所以用詭計騙百鬼丸的父親，讓他把百鬼丸交出來。
- 加上漫畫版中沒有的魔神。
- 以多羅羅為48魔神之首的寄居體。更描寫多羅羅長大後，百鬼丸為她消滅魔神之首的一個完整結局。

### 美術人員
- 魔神、妖怪設計：前田真宏
- 角色設計：沙村廣明
- 標題題字/美術設定：雨宮慶太

### 配音
- 百鬼丸：杉田智和
- 多羅羅：大谷育江
- 醍醐景光：大塚明夫
- 多寶丸：草尾毅
- 壽海：小林清志

## 电影
2007年電影版《多羅羅：天下之戰》上映，由妻夫木聰和柴崎幸主演。
主題曲
- Mr.Children《Fake》

## 外部連結
- 电视动画“多罗罗”（2019版）公式官网 （页面存档备份，存于）（日語）